# Амэфури-кодзо

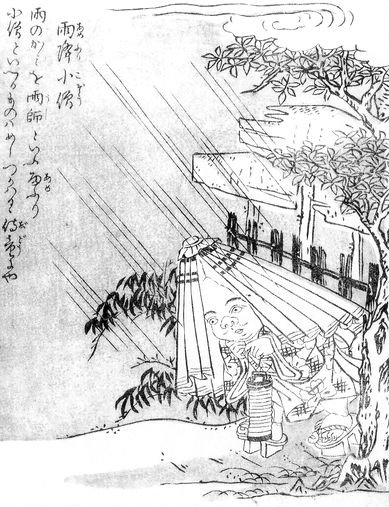
Амэфури-кодзо (рисунок Ториямы Сэкиэна, 1779 г.)

Амэфури-кодзо (яп. 雨降り小僧) — безобидный дух дождя в японском фольклоре. Согласно поверьям его можно застать за игрой, когда он плещется в лужах ненастными вечерами. Внешне выглядит как ребёнок, носит на голове шляпу, сделанную из сломанного старого зонтика, а в руках держит бумажный фонарик. В описаниях Ториямы Сэкиэна (из «Кондзяку-гадзу-дзоку-хякки») амэфури-кодзо находится на службе у китайского бога осадков Юй-ши, поэтому может управлять дождём.

## Культурное влияние
- Амэфури-кодзо появляется в манге и аниме Осаму Тэдзуки «Дождевой мальчик» из сборника «Lion Books».
- Является второстепенным персонажем в аниме «Rosario + Vampire» и «Карас».